# Ba'uda

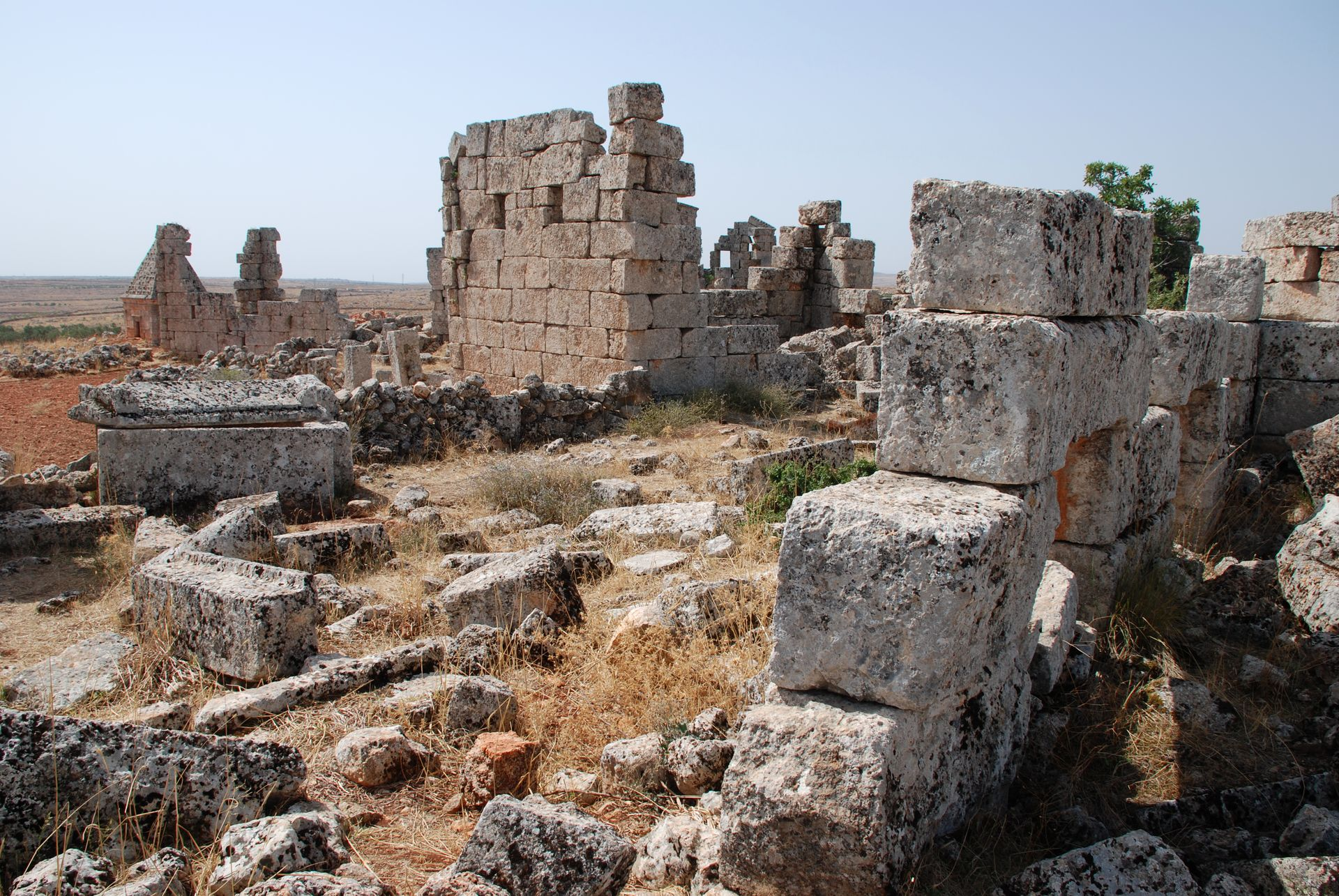
Residenzen. Links zwei Steinsarkophage, hinten links halb verdeckt das Pyramidengrab

Ba'uda, auch Baude, Baouda; war eine frühbyzantinische Siedlung im Gebiet der Toten Städte im Westen von Syrien. Im Ort steht eines der wenigen erhaltenen Pyramidengräber des Landes.

## Lage
Die Ruinenstätte von Ba'uda liegt im Gouvernement Idlib im Gebiet des Dschebel Zawiya, dem südlichen Teil des nordsyrischen Kalksteinmassivs. Die dünn besiedelten,  karstigen Hügelflächen auf etwa 700 Metern Höhe sind von Ariha im Norden oder von Maarat an-Numan im Westen zu erreichen. Von Letzterem führt eine Straße über Kafr Nabl (10 Kilometer westlich) nach 5,5 Kilometern an den geringen Resten des antiken Ortes Btirsa vorbei und erreicht, Richtung Norden abzweigend, nach weiteren 2,5 Kilometern Ba'uda. Die beiden größeren und bekannteren Ruinenstätten Serjilla und al-Bara liegen 2 Kilometer östlich, bzw. 4 Kilometer Richtung Nordwesten. In der Umgebung sind zahlreiche weitere, meist kleine Ruinenstätten aus spätrömischer und frühbyzantinischer Zeit verstreut.
Der Ort liegt auf freiem Feld, in der Nähe gibt es keine moderne Bebauung. In der Umgebung gedeihen auf kleineren, durch Lesesteinmauern abgegrenzten Parzellen mit roterdigen Böden,  Weintrauben.
Ba'uda sollte nicht mit der gleichnamigen „Toten Stadt“ verwechselt werden, die im zentralen Teil des Kalksteinmassivs am Nordhang des Dschebel Barisha liegt.

## Stadtbild

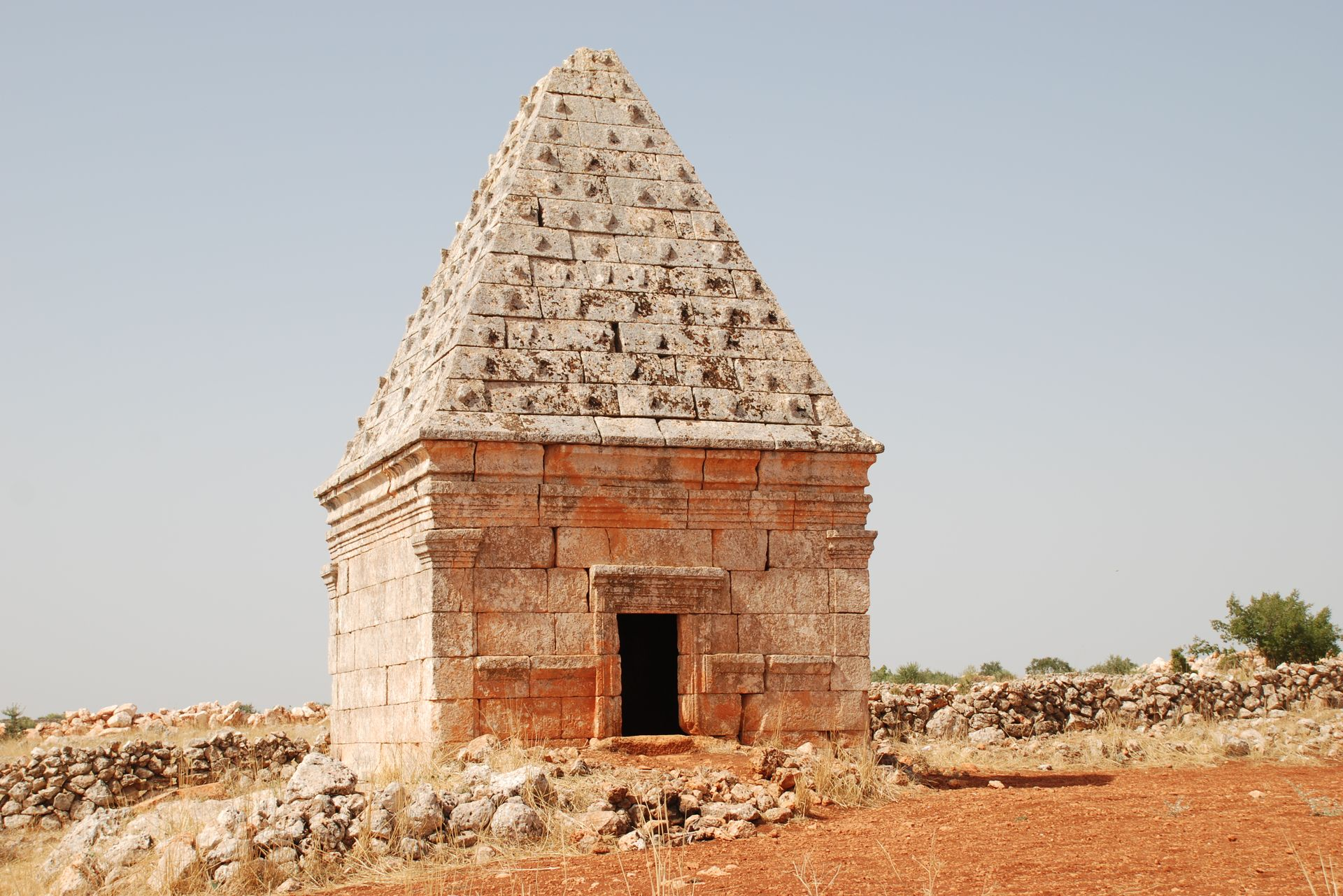
Pyramidengrab

Die erhaltenen Hausruinen der Toten Städte stammen allgemein mehrheitlich aus dem 4. bis 6. Jahrhundert. In Ba'uda stehen einige Wandteile von Wohnhäusern (Residenzen) und eine Kirchenruine noch in zweigeschossiger Höhe aufrecht. Die einschiffige Kirche mit Doppelmauerwerk zeigt die frühe Bautradition des 4. Jahrhunderts. Dazu gehörten eine geschlossene Westfassade – bei einem üblicherweise im Osten liegenden Altarraum – und Eingänge an der südlichen Längsseite. Als Architekt ist Markianos Kyris inschriftlich bekannt, dem von etwa 390 bis 420 oder 430 fünf Kirchen zugeordnet werden können.
Die Besonderheit des Ortes ist ein sehr gut erhaltenes Pyramidengrab einer reichen Familie aus dem 6. Jahrhundert. Im Süden des Kalksteinmassivs befinden sich nur in al-Bara zwei derartige Grabbauten, ein weiterer steht in Dana (Süd), vier Kilometer östlich von Ruweiha. Zwischen den Häusern befinden sich einige Steinsarkophage mit schwerem steinernen Deckel, die ebenerdig aufgestellt waren, und mindestens eine unterirdische Grabkammer.